# Amministrazione civile degli Stati Uniti d'America per le isole Ryūkyū
L'Amministrazione civile degli Stati Uniti d'America per le isole Ryūkyū, abbreviato in USCAR (琉球列島米国民政府?, giapponese: Ryūkyū-rettō Beikoku Minseifu, lingua di Okinawa: Rūcū ʔAmirika Minhyōjōju), è stato il governo amministrativo civile delle isole Ryūkyū, in Giappone (con sede nell'isola di Okinawa), che ha sostituito il governo militare degli Stati Uniti per le isole Ryūkyū (a sua volta creato alla fine della Seconda guerra mondiale) nel 1950 e che ha funzionato fino alla restituzione delle isole al Giappone nel 1972.

## Storia
Dopo la Battaglia di Okinawa durante la Seconda Guerra Mondiale, la Marina degli Stati Uniti amministrò inizialmente il gruppo delle isole di Okinawa, mentre gli altri tre gruppi (Kerama, Daitō e Sakishima) passarono sotto il controllo dell'esercito. Il 18 luglio 1945, la Marina trasferì il controllo alle Forze Armate Americane nel Pacifico (AFPAC), ma il 21 settembre ne assunse nuovamente il controllo, organizzando il Governo militare degli Stati Uniti per le isole Ryūkyū. Infine, il 1º luglio 1946, l'Esercito ne assunse nuovamente il controllo.
Nel 1952, il Giappone firmò il Trattato di San Francisco, che riconosceva l'indipendenza di alcuni territori conquistati, come Taiwan, che fu restituita alla Repubblica di Cina, e riconosceva il controllo del governo statunitense sulla Prefettura di Okinawa (che copre l'intera area delle Isole Ryūkyū), che rimase territorio giapponese, ma che dalla fine della Seconda Guerra Mondiale venne amministrata da un governo militare. L'USCAR, era un'organizzazione subordinata delle forze armate degli Stati Uniti, sorvegliava il governo delle Ryūkyū e ne poteva annullare tutte le decisioni prese.
La valuta ufficiale è stata lo B yen dal 1948 al 1958, quando lo B yen è stato abolito ed è stato introdotto il dollaro USA. Il governo stampava francobolli e passaporti delle Ryūkyū, le auto circolavano a destra, a differenza del resto del Giappone. L'isola ha adottato la guida a sinistra nel 1978 per uniformarsi al resto del Giappone.

## Specifiche del trattato di pace
Due importanti articoli del trattato di pace postbellico del 28 aprile 1952 sono i seguenti:
- Articolo 3: Il Giappone sosterrà qualsiasi proposta degli Stati Uniti alle Nazioni Unite per porre sotto amministrazione fiduciaria, con gli Stati Uniti come unica autorità amministrativa, le isole Nansei a sud del 29º parallelo nord (comprese le isole Ryūkyū e l'arcipelago Daitō), le isole Nanpō a sud di Sōfugan (comprese le isole Bonin, le isole Nishinoshima e le isole Vulcano), e Okinotorishima e le isole Minami Torishima. In attesa di tale proposta e di un'azione positiva in merito, gli Stati Uniti avranno il diritto di esercitare tutti i poteri di amministrazione, legislazione e giurisdizione sul territorio e sugli abitanti di queste isole, comprese le loro acque territoriali.

- Articolo 4b: il Giappone riconosce la validità delle disposizioni di proprietà del Giappone e dei cittadini giapponesi effettuate da o in base alle direttive del Governo militare degli Stati Uniti in una qualsiasi delle aree di cui agli articoli 2 e 3.

## Accordo di restituzione di Okinawa
Dopo un accordo formale firmato il 17 giugno 1971, il 15 maggio 1972, con l'Accordo di restituzione di Okinawa del 1971, il controllo di Okinawa è stato restituito al Giappone e l'USCAR è stata abolita, ponendo fine al controllo statunitense delle isole.
Tuttavia, diverse basi militari sono rimaste sull'isola, affrontando una costante opposizione da parte della popolazione locale. Il primo ministro giapponese, Shinzō Abe, fu eletto grazie alla promessa della chiusura di queste basi, che però non è stata realizzata durante il suo mandato.

## Sistema di governo
La carica di Governatore (民政長官?, Minsei Chōkan) fu creata nel 1950 e sostituita nel 1957 dall'Alto commissario delle Isole Ryūkyū (琉球列島高等弁務官?, Ryūkyū-rettō Kōtō-benmukan) fino al 1972.

### Elenco dei governatori
- Generale Douglas MacArthur 1950-1951
- Generale Matthew Ridgway 1951-1953
- Generale Mark Wayne Clark 1953
- Generale John E. Hull 1953-1955
- Generale Maxwell D. Taylor 1955
- Generale Lyman Lemnitzer 1955-1957

### Elenco degli Alti Commissari
- Tenente generale James Edward Moore 4 luglio 1957 - 30 aprile 1958
- Tenente generale Donald Prentice Booth 1 maggio 1958 - 12 febbraio 1961
- Tenente generale Paul Caraway 16 febbraio 1961 - 31 luglio 1964
- Tenente generale Albert Watson II 1º agosto 1964 - 31 ottobre 1966
- Tenente generale Ferdinand Thomas Unger 2 novembre 1966 - 18 gennaio 1968
- Tenente generale James Benjamin Lampert 28 gennaio 1968 - 14 maggio 1972

## Bandiera
Il codice penale delle Isole Ryūkyū limitava l'uso delle bandiere nazionali ad eccezione della bandiera degli Stati Uniti. Gli oppositori del governo delle Isole Ryūkyū sventolavano la Hinomaru, la bandiera del Giappone. Le navi civili delle Isole Ryūkyū utilizzavano una bandiera derivata dalla bandiera di segnalazione marittima internazionale della lettera D al posto delle bandiere giapponesi o americane. La bandiera D non era molto conosciuta a livello internazionale e le navi delle isole Ryūkyū venivano talvolta sequestrate. La bandiera è stata cambiata con la "Hinomaru" posta al di sotto di una bandiera triangolare con le diciture "Ryukyus" e "琉球"?, (Ryūkyū) nel 1967.